# Bodysnatchers
Bodysnatchers – singiel promocyjny wydany razem z House of Cards, a zarazem drugi utwór na In Rainbows (siódmy album angielskiej grupy Radiohead).
W lutym 2008 roku dotarł on do 8. pozycji na Modern Rock Tracks (najwyższa lokata dla zespołu od czasów Creep: 2. miejsce w 1993 roku). Spisał się tym samym znacznie lepiej niż pozostałe dwa radiowe single z płyty w Stanach (Jigsaw Falling into Place dotarł tam do pozycji 69, a House of Cards - do 48.). Utwór grano na żywo od 2006 roku.
Thom Yorke opisał utwór jako "a little bit like Neu! meets dodgy hippy rock. It sounds like that new Australian band Wolfmother". ("trochę jak Neu! spotykający hippisowski rock. To brzmi trochę jak ten nowy australijski zespół Wolfmother"). Do utworu nie zrealizowano teledysku.

## Lista utworów
Promo CD
1. "House of Cards (radio edit)" – 4:33
2. "Bodysnatchers" – 4:02